# Грейам (округ, Северная Каролина)
Округ Грейам (англ. Graham County) располагается в штате Северная Каролина, США. Официально образован в 1872 году. По состоянию на 2010 год, численность населения составляла 8861 человек.

## География
По данным Бюро переписи США, общая площадь округа равняется 782,181 км2, из которых 756,281 км2 суша и 25,900 км2 или 3,160 % это водоёмы.

## Население
По данным переписи населения 2000 года в округе проживает 7 993 жителей в составе 3 354 домашних хозяйств и 2 411 семей. Плотность населения составляет 11,00 человек на км2. На территории округа насчитывается 5 084 жилых строений, при плотности застройки около 7,00-ми строений на км2. Расовый состав населения: белые — 91,91 %, афроамериканцы — 0,19 %, коренные американцы (индейцы) — 6,84 %, азиаты — 0,16 %, гавайцы — 0,01 %, представители других рас — 0,13 %, представители двух или более рас — 0,76 %. Испаноязычные составляли 0,75 % населения независимо от расы.
В составе 27,10 % из общего числа домашних хозяйств проживают дети в возрасте до 18 лет, 60,80 % домашних хозяйств представляют собой супружеские пары проживающие вместе, 8,40 % домашних хозяйств представляют собой одиноких женщин без супруга, 28,10 % домашних хозяйств не имеют отношения к семьям, 26,00 % домашних хозяйств состоят из одного человека, 12,30 % домашних хозяйств состоят из престарелых (65 лет и старше), проживающих в одиночестве. Средний размер домашнего хозяйства составляет 2,35 человека, и средний размер семьи 2,82 человека.
Возрастной состав округа: 22,00 % моложе 18 лет, 7,30 % от 18 до 24, 25,20 % от 25 до 44, 27,50 % от 45 до 64 и 27,50 % от 65 и старше. Средний возраст жителя округа 42 лет. На каждые 100 женщин приходится 95,30 мужчин. На каждые 100 женщин старше 18 лет приходится 92,60 мужчин.
Средний доход на домохозяйство в округе составлял 26 645 USD, на семью — 32 750 USD. Среднестатистический заработок мужчины был 24 207 USD против 18 668 USD для женщины. Доход на душу населения составлял 14 237 USD. Около 14,40 % семей и 19,50 % общего населения находились ниже черты бедности, в том числе — 24,30 % молодежи (тех, кому ещё не исполнилось 18 лет) и 20,40 % тех, кому было уже больше 65 лет.